# Roberto Luis La Paz
Roberto Luis La Paz est un footballeur uruguayen né le 19 août 1919 à Canelones. Il était milieu de terrain.